# 金锦香属
金锦香属（学名：Osbeckia）是野牡丹科下的一个属，为草本植物，稀为亚灌木植物。该属共有约100种，分布于东半球热带及亚热带地区。
属名Osbeckia为纪念瑞典植物学家Peter Osbeck（1723-1805）而命名。

## 物种
本属包括以下物种：
- 头序金锦香 Osbeckia capitata
- 金锦香 Osbeckia chinensis
- Osbeckia muralis
- 蚂蚁花 Osbeckia nepalensis
- 花头金锦香 Osbeckia nutans
- 星毛金锦香 Osbeckia stellata